# Diogenes crosnieri
Diogenes crosnieri is een tienpotigensoort uit de familie van de Diogenidae. De wetenschappelijke naam van de soort is voor het eerst geldig gepubliceerd in 1964 door Dechancé.